# Stade Vélodrome
Stade Vélodrome zbog sponzorskih ugovora trenutno se zove Orange Vélodrome je stadion u Marseilleu u Francuskoj, poznat je pod nadimkom Le Vel.
Na njemu domaće utakmice igra nogometni klub Olympique de Marseille, te povremeno rugby klub RC Toulon. Stadion ima kapacitet od 67.344 mjesta te je najveći nogometni stadion u državi (višenamjenski Stade de France ima kapacitet 81.338 mjesta).

## Nogometna natjecanja

### Svjetsko prvenstvo 1938.
| Datum      | Reprezentacija | Rez. | Reprezentacija | Krug       |
| ---------- | -------------- | ---- | -------------- | ---------- |
| 5. lipnja  | Italija        | 2-1  | Norveška       | Prva runda |
| 16. lipnja | Italija        | 2-1  | Brazil         | Polufinale |

### Europsko prvenstvo 1960.
| Datum     | Reprezentacija | Rez. | Reprezentacija | Krug            |
| --------- | -------------- | ---- | -------------- | --------------- |
| 6. lipnja | Čehoslovačka   | 0-3  | SSSR           | Prva runda      |
| 9. lipnja | Čehoslovačka   | 2-0  | Francuska      | Za treće mjesto |

### Europsko prvenstvo 1984.
| Datum      | Reprezentacija | Rez. | Reprezentacija | Krug       |
| ---------- | -------------- | ---- | -------------- | ---------- |
| 17. lipnja | Čehoslovačka   | 1-1  | Španjolska     | Grupa B    |
| 23. lipnja | Francuska      | 3-2  | Portugal       | Polufinale |

### Svjetsko prvenstvo 1998.
| Datum      | Reprezentacija | Rez.      | Reprezentacija | Krug         |
| ---------- | -------------- | --------- | -------------- | ------------ |
| 12. lipnja | Francuska      | 3-0       | Južna Afrika   | Grupa C      |
| 15. lipnja | Engleska       | 2-0       | Tunis          | Grupa G      |
| 20. lipnja | Nizozemska     | 5-0       | Južna Koreja   | Grupa E      |
| 23. lipnja | Brazil         | 1-2       | Norveška       | Grupa A      |
| 27. lipnja | Italija        | 1-0       | Norveška       | Osminafinala |
| 4. svibnja | Nizozemska     | 2-1       | Argentina      | Četvrtfinale |
| 7. svibnja | Brazil         | 1-1 (4-2) | Nizozemska     | Polufinale   |

### Europsko prvenstvo 2016.
| Datum      | Reprezentacija       | Rez. | Reprezentacija       | Krug         |
| ---------- | -------------------- | ---- | -------------------- | ------------ |
| 11. lipnja | Engleska             | 1-1  | Rusija               | Grupa B      |
| 15. lipnja | Francuska            | 2-0  | Albanija             | Grupa A      |
| 18. lipnja | Island               | -    | Mađarska             | Grupa F      |
| 21. lipnja | Ukrajina             | -    | Poljska              | Grupa C      |
| 30. lipnja | Pobjednik susreta 37 | -    | Pobjednik susreta 39 | Četvrtfinale |
| 7. srpnja  | Pobjednik susreta 47 | -    | Pobjednik susreta 48 | polufinale   |

## Vanjske poveznice
- O stadionu na stranicama nogometnog kluba Olympique de Marseille  Arhivirana inačica izvorne stranice od 22. kolovoza 2006. (Wayback Machine)